# طيران إيطاليا (2005-2018)
طيران إيطاليا (بالإنجليزية: Air Italy) هي شركة طيران مقرها في غالاراتي ، إيطاليا.تعمل في خدمات لمنظمي الرحلات السياحية إلى وجهات في أوروبا والبرازيل وكينيا. القواعد الرئيسية لها مطار نابولي وفيرونا مع مركز مطار مالبينسا في ميلانو.